# Narcóticos Anônimos
Narcóticos Anônimos (português brasileiro) ou Anónimos (português europeu) (NA) é uma organização sem fins lucrativos ou irmandade de "pessoas para quem as drogas se tornaram um problema maior". Narcóticos Anônimos foi fundado em 5 de outubro de 1953 na Califórnia, Estados Unidos da América e utiliza um programa baseado no modelo de 12 passos de Alcoólicos Anônimos que foi adaptado por Jimmy K., entre outros, para utilização de pessoas com problemas com drogas, ou drogadicção.
Trata-se de uma irmandade que basicamente realiza reuniões regulares onde adictos, ou dependentes de drogas, podem ajudar-se mutuamente a se manterem em "total abstinência de todas as drogas".

## O Programa, os membros e a organização
Como organização, Narcóticos Anônimos é definida por seus princípios: os 12 passos explicam nosso programa de recuperação pessoal; as 12 tradições relatam experiências que podem ajudar os grupos a manterem sua unidade; os 12 conceitos são os princípios que orientam a estrutura de serviço.
Em relação à recuperação das drogas, a terceira tradição de NA diz que o único requisito para ser membro é o "desejo de parar de usar". NA diz que seus grupos realizam reuniões regulares onde seus membros podem ajudar uns aos outros a manter-se limpos.
Esse processo de parar de usar ocorre quando os membros continuam voltando regularmente às reuniões:
| “ | Aprendemos com nossa experiência coletiva que aqueles que continuam vindo regularmente às nossas reuniões mantêm-se limpos. | ” |
|   | — IP 01-PB - Quem, o que, como e por quê .                                                                                  |   |

NA não cobra matrículas nem taxas, e a participação é gratuita. A irmandade afirma não receber nenhum tipo de contribuição de fora, mantendo-se exclusivamente com as contribuições de seus membros. Nas reuniões, realiza-se uma coleta para o grupo pagar aluguel e comprar suprimentos. Os serviços mundiais de NA são principalmente sustentados com a realização de eventos e venda de livros e folhetos da associação.
De acordo com seu Texto Básico, Narcóticos Anônimos "não tem opinião sobre questões de fora" da irmandade, incluindo assuntos relacionados a política e medicina, bem como não endossa nenhuma outra organização ou instituição. A irmandade não faz promoção. Em vez disso, busca atrair novos membros através da informação ao público e outros serviços. Os grupos de NA fornecem informações sobre o programa e os membros podem levar a mensagem de NA a hospitais e instituições, tais como centros de tratamento e cadeias.

## Origem e desenvolvimento
Narcóticos Anônimos derivou do movimento de Alcoólicos Anônimos no final dos anos 40, com suas primeiras reuniões na área da cidade de Los Angeles, Califórnia, EUA, no início dos anos 50. Por muitos anos, a associação cresceu vagarosamente, espalhando-se de Los Angeles para outras grandes cidades norte-americanas e para a Austrália no final dos anos 70. Uma assembleia de representantes locais foi estabelecida pela primeira vez em 1978. Em 1983 Narcóticos Anônimos publicou seu livro intitulado Texto Básico e as taxas de crescimento, desde então, subiram vertiginosamente.
Grupos se formaram rapidamente no Brasil, Colômbia, Alemanha, Índia, República da Irlanda, Japão, Nova Zelândia e Reino Unido. Nos três anos seguintes à publicação do livro Texto Básico de NA, o número de grupos de Narcóticos Anônimos quase triplicou.
Em 2016, Narcóticos Anônimos estava estabelecido em toda Europa Ocidental, nas Américas, Austrália e Nova Zelândia com grupos e comunidades de NA espalhando-se através do Paquistão, Sri Lanka, Afeganistão, Bangladesh, África, Sudeste da Ásia, Oriente Médio e Europa Oriental. Ao redor do globo, realizava aproximadamente 70.000 reuniões semanais em mais de 132 países.
Em maio de 2018, NA se considerava uma irmandade mundial, multilíngue e multicultural, presente em 144 países e com livros e folhetos informativos disponíveis em 55 línguas, com traduções em andamento para mais 16 línguas.

### Conferência Mundial de Serviços
A Conferência Mundial de Serviços de Narcóticos Anônimos (WSC, em inglês:  World Service Conference) é um encontro trienal que reúne representantes das regiões e zonas reconhecidas mundialmente, além das pessoas que compõem o Conselho Mundial de Narcóticos Anônimos. Trata-se do principal órgão deliberativo da irmandade, com autoridade executiva para tomar decisões em nome de toda a comunidade de NA. Entre suas atribuições estão a eleição de integrantes do Conselho Mundial, a aprovação de novas literaturas e materiais de serviço, e a definição de diretrizes e políticas que impactam diretamente a estrutura organizacional e o funcionamento da irmandade.

### No Brasil
Um dos primeiros registros que se tem de Narcóticos Anônimos no Brasil é um artigo do jornal Folha de S.Paulo publicado em 1972 que relata a existência de um grupo de Toxicômanos Anônimos (TA). Segundo a revista "A história de NA no Brasil": "O mais interessante desse artigo é que boa parte do texto consiste da cópia exata de trechos do nosso folheto, o IP No. 1, 'Quem, o quê, como e porquê'". Mesmo antes disso, pelo menos desde 1971, há relatos de grupos auto-intitulados de Toxicômanos Anônimos (TA).
Em 1978 foi iniciado o grupo Alvorada de TA, na zona Sul de São Paulo, porém importante notar que estes grupos utilizavam literatura de NA e podem ser compreendidos como sendo NA tal como conhecemos hoje.
Entre 1987-1988, servidores do Quadro Mundial de NA registraram que esses grupos TA queriam o consentimento de Narcóticos Anônimos para usar o nome TA, em vez de mudar o nome para NA. Companheiros visitaram grupos de NA em Campinas, cidade próxima a São Paulo, e tentaram ajudar a resolver o conflito com a organização Toxicômanos Anonimos, que estava usando a literatura de NA, mas sem permissão.
Em 1990, os grupos brasileiros uniram-se à irmandade mundial de NA. Existem, hoje, no Brasil, mais de 1 550 grupos de Narcóticos Anônimos espalhados pelo território nacional, proporcionando mais de 4 200 reuniões semanais em 26 estados e 1 distrito federal, divididos em 09 regiões e 125 áreas.
Em 2023 haviam 1529 grupos em todas as Unidades da Federação, realizando 4239 reuniões semanais, uma média de 2,77 reuniões por grupo.

## Lemas
- Só Por Hoje!
- Funciona![15]
- Juntos, podemos![16]